# Gerhard Ludwig Hurlebusch
Gerhard Ludwig Hurlebusch (* 6. Juni 1753 in Wunstorf; † 24. Februar 1813 in Hannover) war ein Hofmedikus und Freimaurer.

## Leben
Geboren zur Zeit des Kurfürstentums Hannover als Apothekerssohn in Wunstorf, war Hurlebusch Schüler am Katharineum in Braunschweig und studierte ab April 1773 Medizin an der Universität Helmstedt, wo er im Oktober 1776 promoviert wurde. Gerhard Ludwig Hurlebusch heiratete am 1. Mai 1785 in der Marktkirche in Hannover Sophie Christiane Auguste Susanne Bennet (* 19. August 1760 in London; † 14. Januar 1822 in Hannover), der einzige Sohn dieser Ehe starb schon im Alter von neun Monaten.
Am 4. August 1791 wurde Hurlebusch in die Freimaurerloge Zum Schwarzen Bär aufgenommen. Er amtierte 1782 als Garnison-Physikus, anschließend als Stadt- und Landphysikus für Neustadt am Rübenberge und Wunstorf sowie als Hofmedikus und Hospitalarzt in Hannover, wo er seit 1786 wohnte. Von 1791 bis 1810 leitete er die Entbindungsanstalt in Hannover und stand mit dem Kurbad Limmerbrunnen in Verbindung.

## Ehrungen
- Die postum 1962 angelegte Straße Hurlebuschweg im hannoverschen Stadtteil Limmer ehrt den Hofmedikus durch ihre Namensgebung.[2]